# 末西叻·阿布
末西叻（1976年1月10日—），马来西亚从政者，为巫统党员。他曾经于2008年马来西亚大选代表国民阵线当选为马六甲武吉加迪的国会议员